# Malagasyphisis
Malagasyphisis is een geslacht van rechtvleugeligen uit de familie sabelsprinkhanen (Tettigoniidae). De wetenschappelijke naam van dit geslacht is voor het eerst geldig gepubliceerd in 2012 door Hugel.

## Soorten
Het geslacht Malagasyphisis  is monotypisch en omvat slechts de volgende soort:
- Malagasyphisis maromizaha (Hugel, 2012)